# Neurilema
El neurilema o vaina de Schwann es una delicada membrana sin estructura que incluye a la mielina que en los nodos de Ranvier se hunde y se pone en contacto con el axón. Probablemente, es el producto de la célula de Schwann (o célula de la vaina de mielina) del axón de la neurona.
Forma la capa exterior de la fibra nerviosa en el sistema nervioso periférico e interviene activamente junto con el cuerpo de la neurona en la conservación de la célula. Esto es de gran importancia, ya que las células nerviosas prácticamente no se reproducen, al contrario que el resto de células que constituyen los demás tejidos del cuerpo.
El neurilema es capaz de constituir un tubo de regeneración que guía el crecimiento de un axón que haya sido dañado a causa de una lesión.